# Erik Åhlander
Erik Åhlander, född 1953 i Stockholm, är en svensk iktyolog och akvarist.
Åhlander har en fil. kand.-examen i biologi från Stockholms universitet 1978 och har sedan 1970-talet haft befattningar vid Naturhistoriska riksmuseet. Han tilldelades 2009 utmärkelsen Akvariets Oscar för sina mångåriga insatser för akvariehobbyn.
Åhlander har särskilt intresserat sig för museihistoria, inte minst biografiska data, men har också utfört fältarbete i bland annat Indien (Kerala, Kashmir) och Sri Lanka.
Åhlander är författare till ett stort antal populärvetenskapliga uppsatser om akvariefiskar, en museihistorisk betraktelse samt en rapport om fiskfaunan i Kashmir. 
Erik Åhlander var ordförande i Sveriges Akvarieföreningars Riksförbund åren 2011–2015.

## Biografi
- Kullander, S.O., R. Larje & E. Åhlander. 1988. Fiskafänge för framtiden. Fauna och Flora 83: 145-146.
- Åhlander, E., S.O. Kullander & B. Fernholm. 1997. Ichthyological collection building at the Swedish Museum of Natural History, Stockholm. Pp 13–25 In Pietsch, T.W. & W.D. Anderson, Jr. (red.), Collection building in ichthyology and herpetology. American Society of Ichthyologists and Herpetologists, Special Publication Number 3.
- Kullander, S.O.; F. Fang, B. Delling & E. Åhlander (1999). The fishes of the Kashmir Valley. p. 99–167 In L. Nyman (red.) River Jhelum, Kashmir Valley: impacts on the aquatic environment. Göteborg: Swedmar. sid. 99-167. ISBN 91-972770-1-0